# Xestia hoenei
Xestia hoenei är en fjärilsart som beskrevs av Charles Boursin 1963. Xestia hoenei ingår i släktet Xestia och familjen nattflyn. Inga underarter finns listade i Catalogue of Life.